# Євтушенко Анастасія Вікторівна
Анастасія Вікторівна Євтушенко (нар. 30 листопада 1988 року, Ужгород, Українська РСР) — українська акторка, гумористка, учасниця телепроєктів «Жіночий квартал».

## Життєпис
Анастасія Євтушенко народилась 1988 року в Ужгороді. У 2008 році закінчила Ужгородський коледж культури і мистецтв за спеціальністю «режисерка масових свят».
Навчалась у Київському театральному університеті театру, кіно і телебачення імені Івана Карпенка-Карого (майстерня Станіслава Моїсеєва), який закінчила 2013 року за спеціальністю «акторка драмтеатру і кіно».

## Творчість
Ще під час навчання у коледжі виступала на сцені Закарпатського обласного російського драматичного театру у місті Мукачево (до 2008 року). З 2013 року по теперішній час — акторка Київського національного академічного Молодого театру. Вперше вийшла на сцену в образі принцеси Поїдани у казці «Принцеса на Горошині». По-справжньому відомою стала, граючи у телевізійній програмі «Жіночий квартал».

### Ролі у театрі
- Second love — подруга
- Горе з розуму — графиня-внучка
- Зачарований — перша дівчина
- Красуня і чудовисько — кішка
- Потрібні брехуни! — Віржинія
- Принцеса Либідь — Мелодія
- Саша, винеси сміття — Оксана
- Сватання на Гончарівці — Катерина
- Серпень: графство Осейдж — Айві Вестон
- Убити чи любити — Шанель
- Фрекен Жюлі — Христина
- Шепіт вбивці — міс Хелісон

### Ролі у кіно
- 2020 — Ніколи не здавайся — епізод
- 2019 — Сторонній[1]
- 2019 — Я заплАчу завтра — медсестра
- 2019 — Схованки — епізод
- 2019 — Ніколи не буває пізно — Наташа, економістка
- 2018 — Тінь кохання — епізод
- 2018 — Дві матері — Поліна
- 2017 — Ржака
- 2016 — На лінії життя — Варвара, колишня дружина Ярослава
- 2015 — Жереб долі